# Làmia (cortesana)
Làmia (Λάμια) fou una famosa cortesana atenenca, filla de Cleanor. Va començar la seva carrera com a cantant en la que va obtenir un notable èxit, però va deixar la professió per fer d'hetera (prostituta).
Per circumstàncies desconegudes era a bord d'una nau de la flota de Ptolemeu I Sòter a la gran batalla naval de Salamina del 306 aC i va caure en mans de Demetri Poliorcetes, sobre el que aviat va obtenir una gran influència. La seva relació amb el gran soldat va durar uns quants anys tot i que segons sembla no era massa maca, però si molt hàbil sexualment i exercia una gran atracció en Demetri. Es va fer notar per alguns gran banquets que va oferir al seu amant.
Els atenencs, per complaure a Demetri, van erigir un temple a Làmia (Temple de Làmia Afrodita) i els tebans van seguir el seu exemple. Va tenir una filla de Demetri (segons Ateneu) que es va dir Fila. Diògenes Laerci esmenta que Demetri de Falèron també va viure amb una dona anomenada Làmia que diu que era atenenca i de noble naixement i que es desconeix si és la mateixa persona.